# Hôtel Beau Site (Aix-les-Bains)
L'hôtel Beau-Site, est un ancien grand hôtel de la fin du XIXe siècle construit à Aix-les-Bains en Savoie, transformé à présent en logements.
Le bâtiment a été l'objet de plusieurs incendies au 21e siècle.

## Situation
L'immeuble se situe sur les coteaux de la ville thermale d'Aix-les-Bains en France au 9, boulevard de la Roche du Roi.

## Histoire

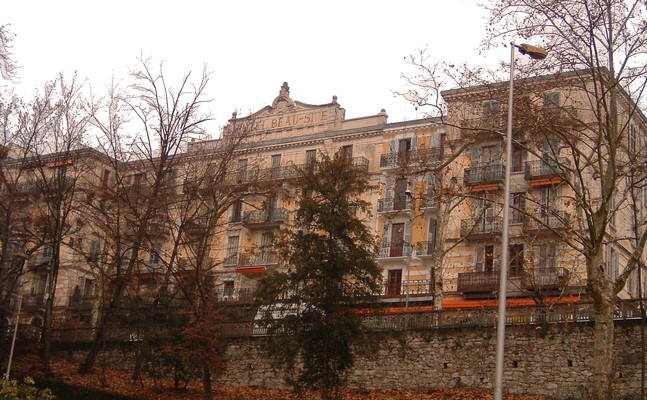
Hôtel palace le Beau-Site à Aix-les-Bains

L´hôtelier aixois Charles Rivollier commande la construction d'un nouveau bâtiment auprès de l'architecte genevois Gouy Antoine. L’entrepreneur chargé de la réalisation est l'entreprise Bonna. L'hôtel va évoluer dans le temps. Il est le tout 1er établissement à être érigé sur les premières hauteurs de la ville. Trois grandes dates marquent son évolution à savoir les années 1881, 1890 et 1899. À noter qu'en 1887, il est construit une annexe appelée Villa Beau-Site. C'est en 1890 que l'entreprise Bonna ajoute une aile au bâtiment existant. Ensuite, en 1897, l'hôtel s'enrichit en façade d'une terrasse-marquise en béton armé, avec des colonnettes et des pilastres en fer forgé et en fonte dessinés par Jules Pin aîné.

### Pendant la Première Guerre mondiale
Au cours de la guerre de 14-18, l'immeuble fait office d'hôpital auxiliaire. Le premier blessé est accueilli le 28 septembre 1914 et le dernier sorti le 15 septembre 1915. Les registres d'entrées de cette période dénombre 515 individus. Les chirurgiens et médecins présents furent le Dr L. Blanc, Dr Guyennot, Dr Forestier et le Dr K. Sillonville.

### Un immeuble d'habitation
Dans les années 1960, l'hôtel laisse place à des appartements d'habitations. Les normes sans cesse plus contraignantes et la vétusté du bâtiment a précipité cette mutation dans la destination du bien. Plusieurs incendies successifs ont été recensés, occasionnant des dégâts parfois notables. Ainsi, on déplore un incendie au sous-sol en 2001, un autre en 2002, trois autres d'origine criminelle en 2006 et 2014, un en 2015 et le plus récent en mai 2017.

## Description

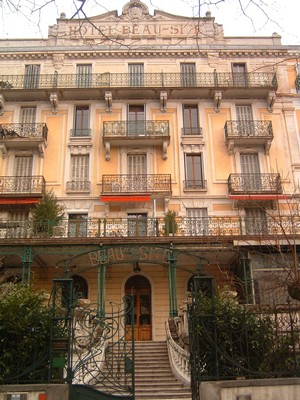
Portail de style Art nouveau de l'Hôtel Beau-Site